# Nicolás Escobar Soto
Nicolás Escobar Soto (Bogotá 1920 - Ibidem 1979) Fue un empresario colombiano. Gerente de la Texas Petroleum Company.

## Biografía
Participó en la fundación de Puerto Boyacá (Boyacá) como abogado y miembro de la Texas Petroleum Company.
El 29 de mayo de 1978, Escobar Soto, gerente general de la Texas Petroleum Company y presidente de la junta directiva del Banco de Colombia, fue secuestrado por el Movimiento 19 de abril (M-19).

## Muerte
Murió en un intento de rescate, ya que la inteligencia militar dinamito una plancha de cemento en la casa en el barrio Lucerna de Bogotá,  en la denominada "Cárcel del Pueblo", donde se encontraba Escobar Soto junto a 3 de sus captores ocasionando su muerte.